# بريت لي
بريت لي (8 نوفمبر 1976 في أستراليا - ) (بالإنجليزية: Brett Lee)‏ هو لاعب كريكت أسترالي ونيوزلندي. شارك مع منتخب أستراليا الوطني للكريكت. أما مع النوادي، فقد لعب مع كلكتا نايت رايدرز وفريق جنوب ويلز الجديد للكريكت ‏ وبنجاب كينغز وفريق أوتاغو للكريكت ‏ وSydney Sixers ‏ وWellington cricket team ‏.

## وصلات خارجية
- بريت لي على موقع IMDb (الإنجليزية)
- بريت لي على موقع قاعدة بيانات الفيلم (الإنجليزية)

- بريت لي على موقع إي آس بي آن كريك إنفو (الإنجليزية)